# Hermócrates

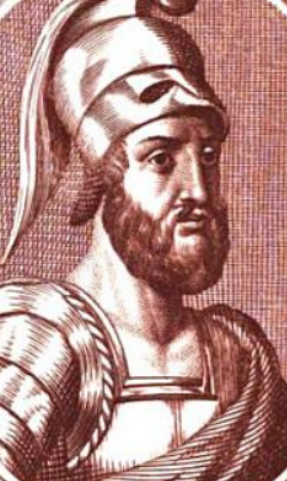
Hermócrates de Siracusa

Hermócrates (griego: Έρμοκράτης) fue un general de Siracusa durante la expedición a Sicilia de los atenienses.
Su primera aparición fue en el congreso de Gela en 424 a. C., donde pronunció un discurso  pidiendo a los griegos sicilianos unirse a su lucha. En 415 a. C. recomendó una coalición de incluso ciudades no  sicilianas (incluso no griegas, como Cartago) contra Atenas. Fue elegido como uno de los tres estrategos siracusanos, pero fue depuesto después de un breve período debido a su falta de éxitos.
Después fue uno de los consejeros más importantes de Gilipo, y así contribuyó un poco a la victoria sobre Atenas. En 412 a. C. fue enviado como almirante a la batalla de Cícico, pero perdió sus buques y como resultado fue condenado en ausencia. No volvió a Sicilia hasta 408 a. C. Murió en una pelea callejera después de un golpe de mano fallido en Siracusa en 407 a. C.
Además de Tucídides, Hermócrates es mencionado por Jenofonte, Plutarco y Polieno. Hermócrates es una de las personas que aparecen en los diálogos de Platón Timeo y Critias. Platón había planeado un tercer diálogo llamado Hermócrates, pero  nunca fue escrito. «Puesto que el diálogo que iba a llevar su nombre nunca fue escrito, podemos conjeturar solamente por qué Platón lo eligió. Es curioso reflexionar que mientras Critias se refiere a cómo la Atenas prehistórica de hace nueve mil años, repelió la invasión de Atlántida y salvó a los pueblos del Mediterráneo de la esclavitud, Hermócrates podría ser recordado por los atenienses como el hombre que había rechazado su  más grande esfuerzo en su expansión imperialista.»